# Arremon virenticeps
Arremon virenticeps é uma espécie de ave da família Passerellidae.
É endémica do México.
Os seus habitats naturais são: regiões subtropicais ou tropicais húmidas de alta altitude.